# Osinnik (obwód wołogodzki)
Osinnik (ros. Осинник) – wieś w Rosji, w rejonie wołogodzkim obwodu wołogodzkiego. W 2010 r. liczyła 9 mieszkańców.